# Deutsches Filminstitut
Le Deutsches Filminstitut (DIF) est un institut consacré à l'étude du cinéma, basé à Francfort-sur-le-Main, en Allemagne.

## Histoire
Le Deutsches Filminstitut est fondé le 13 avril 1949 sous le nom de Deutsches Institut für Filmkunde (DIF). En 1952, la Deutsches Filmarchiv, fondée à Marburg en 1947 par Hanns Wilhelm Lavies sous le nom d''Archiv für Filmwissenschaft, est créée en tant que département autonome du DIF, dont elle se sépare à nouveau après une réorganisation en 1956.
Le 1er janvier 1959, Lavies quitte le DIF et est remplacé à la direction par Max Lippmann. Theo Fürstenau en devient directeur en 1966, suivi en 1981 par Gerd Albrecht. Claudia Dillmann est directrice du 1er février 1997 à septembre 2017.
Le 30 octobre 1999, le nom est officiellement changé en Deutsches Filminstitut (DIF). En janvier 2006, l'organisation fusionne avec le Musée du film allemand (Deutsches Filmmuseum), également basé à Francfort-sur-le-Main.

## Fonctions
Le Deutsches Filminstitut possède l'une des plus grandes archives cinématographiques d'Allemagne et l'une des collections les plus complètes de matériel sur tous les aspects de la cinématographie et du cinéma.
Les projets actuels comprennent :
- L'édition et la publication des décisions de censure du Berliner Film-Oberprüfstelle ("Berlin Film Inspection Point") de 1920 à 1938
- COLLATE - un système collaboratif pour l'annotation et l'indexation des archives
- filmportal.de - un portail Internet pour le cinéma allemand
- filmarchives-online.eu - catalogue syndical des archives cinématographiques européennes
- EFG - The European Film Gateway - un point d'accès unique aux collections numériques des archives cinématographiques et cinémathèques européennes

Le DIF est membre fondateur du Deutscher Kinemathekenverbund ("Union allemande des cinémathèques").

## Voir également
- Museumsufer